# Berni Collas
Bernard Collas, mais conhecido como Berni Collas (27 de abril de 1954 - 16 de setembro de 2010), foi um  político belga de língua alemã e membro do Partei für Freiheit und Fortschritt.